# 1829 ve fotografii
Tento článek obsahuje významné fotografické události v roce 1829.

## Události
- Korespondence mezi Niepcem a Daguerrem nabývala na intenzitě. Niepce pokračoval v experimentech se stříbrem, postříbřenými měděnými deskami a jódovými výpary a získal obrazy v relativně krátkém čase 30 minut. Chystal se uveřejnit kompletní popis heliografického postupu, ale Daguerre ho od tohoto kroku odradil.[1]
- 5. prosince – čtyřiašedesátiletý Joseph Nicéphore Niepce a dvaačtyřicetiletý Louis Jacques Mandé Daguerre uzavřeli smlouvu o spolupráci a společném využití vynálezu, který nazvali heliografie (kreslení světem).

## Narození v roce 1829
- 21. května – František Fridrich, fotograf († 23. března 1892)
- 10. března – William H. Getchell, americký fotograf († srpen 1910)
- 10. května – Alexander Bassano, anglický dvorní fotograf († 21. října 1913)
- 15. června – Wilhelm Peder Daniel Cappelen († 28. března 1885)
- 14. července – William Downey, anglický portrétní fotograf († 7. července 1915)
- 16. července – Pierre Rossier, švýcarský fotograf († ?)
- 11. listopadu – Carleton Watkins, americký krajinářský fotograf († 23. června 1916)
- ? – Thomas Annan, skotský fotograf († 1887)
- ? – Vasilij Sergejevič Dosekin, ruský fotograf († 1900)
- ? – Eduard Nepomuk Kozič, slovenský fotograf a vynálezce (21. května 1829 až 25. dubna 1874)
- ? – Caroline Emily Nevill, jedna z prvních anglických fotografek (31. května 1829 – 23. února 1887)
- ? – Antonio Pozzo, fotograf italského původu, který rozvinul svoji činnost v Argentině (1829-1910)
- ? – Jens Petersen, dánský profesionální fotograf a průkopník (19. března 1829 – 1. února 1905)